# Aspects de la France
Aspects de la France (intitolato inizialmente Aspects de la France et du Monde), « L'hebdomadaire d'Action française », è stato un settimanale sorto sulle ceneri del quotidiano L'Action française, organo dell'omonimo movimento politico francese di estrema destra, di cui riprendeva le iniziali AF.
Il primo numero è uscito nel 1947, l'ultimo nel 1992.